# Allium altaicum
Allium altaicum is een plant uit de narcisfamilie (Amaryllidaceae). De botanische naam werd gepubliceerd door Peter Simon Pallas in 1773.

## Kenmerken
De stengels bereiken een lengte van 25 à 80 cm. Deze zijn buisvormig en in het midden opgezwollen. De bloemen staan aan het einde van de stengel in kogelvormige schermen. Deze bereiken een lengte van 2 à 3 cm. De bloemdekbladeren zijn 6 à 8 mm lang, puntig, glanzend en geel gekleurd. De soort bloeit in juni en juli. Kan temperaturen tot −29 °C weerstaan.

## Verspreiding
Allium altaicum komt voor in het zuiden van Siberië in het Altajgebergte, Sajan, Toeva en de Transbaikalregio, Mongolië, het noorden van China, in Centraal-Azië in de Tarbagataj en Dzjoengaarse Alataoe en lokaal in het Russische Verre Oosten langs de Amoervallei. Groeit vaak op calciumrijke, droge, rotsachtige hellingen op hoogten tussen 1900 en 2400 meter boven zeeniveau.
... · 
A. altaicum · 
A. ampeloprasum (prei) · 
A. ascalonicum (sjalot) · 
A. carinatum (berglook) · 
A. cepa (ui) · 
A. fistulosum (grof bieslook) · 
A. fistulosum var. bulbifera (sint-jansui) · 
A. fistulosum var. giganteum (stengelui) ·
A. karataviense · 
A. oleraceum (moeslook) · 
A. oschaninii (eslook) · 
A. paradoxum (armbloemig look) · 
A. rotundum (ronde look) · 
A. sativum (knoflook) · 
A. schoenoprasum (bieslook) · 
A. scorodoprasum (slangenlook) · 
A. sphaerocephalon (kogellook) · 
A. tricoccum · 
A. triquetrum (driekantig look) · 
A. tuberosum (Chinese bieslook) · 
A. ursinum (daslook) · 
A. vineale (kraailook) · 
A. zebdanense (bochtig look) ·
...